# Грасмир (озеро, Англия)
Грасмир — одно из самых маленьких озёр Озёрного края Англии в графстве Камбрия. Оно дало название деревне Грасмир, которая, как известно, связана с поэтом Уильямом Вордсвортом и находится непосредственно к северу от озера.
Озеро имеет длину 1680 ярдов (1540 м) и ширину 700 ярдов (640 м), занимая площадь 0,62 км², по другим данным — 0,64 км². Максимальная глубина 70 футов (21 м), высота над уровнем моря 208 футов (62 м). Средняя глубина — 7,7 м. Через озеро протекает река Ротэй, пересекающая деревню перед впадением в озеро, а затем пересекающая озеро Райдал-Уотер, и впадающая в Уиндермир.
Воды озера сданы в аренду британскому Национальному фонду. Озеро судоходно, разрешено использование гребных лодок, моторные лодки запрещены.
На озеро расположен единственный остров, известный как Грасмир или просто Остров. В 2017 году этот остров был также был завещан Национальному фонду. Этот подарок имеет особое значение для Национального фонда, поскольку организация была основана в ответ на продажу того же острова частному покупателю в 1893 году. Каноник Хардвик Ронсли считал, что такое место должно находиться в государственной собственности, и вскоре после этого они с Октавией Хилл и Робертом Хантером основали Национальный фонд.